# Perhaps Love
Perhaps Love (如果·愛, Ru guo · Ai) est un film sino-malais-hongkongais réalisé par Peter Chan, sorti en 2005.

## Synopsis
Pékin, il y a longtemps...
Lin Jian Dong souhaite faire carrière dans le cinéma quand il tombe amoureux de la jolie Sun Na, danseuse dans un bar. Elle aussi espère briller un jour à l'écran. C'est la rencontre de deux cœurs solitaires mais aussi celle de deux ambitions différentes. Peu après, Sun Na, qui a connu la misère et aspire à la reconnaissance, au succès et à la richesse, abandonne Lin Jian Dong pour un homme susceptible de la rendre célèbre. Dix ans plus tard, devenue une star, elle est la compagne d'un des plus grands cinéastes chinois, Ni Wen, dont on annonce le nouveau film : une histoire d'amour, sur fond de comédie musicale. Sun Na y jouera le rôle féminin principal et Ni Wen a décidé que la vedette masculine en serait Lin Jian Dong, devenu lui aussi un acteur célèbre et populaire.
L'amour peut se révéler parfois un jeu aussi dangereux que compliqué...

## Fiche technique
- Titre : Perhaps Love
- Titre original : 如果·愛 (Ru guo · Ai)
- Réalisation : Peter Chan
- Scénario : Oi Wah Lam et Raymond To
- Pays d'origine :  Chine,  Malaisie,  Hong Kong
- Genre : Drame, Film musical, Comédie sentimentale
- Durée : 107 minutes
- Dates de sortie :
  -  Chine : 1er décembre 2005
  -  France : 22 novembre 2006

## Distribution
- Takeshi Kaneshiro : Lin Jian-dong
- Xun Zhou : Sun Na
- Jacky Cheung : Nie Wen
- Jin-hee Ji : Monty
- Sandra Ng Kwan Yue : Manager de Lin
- Tie-long Shang : Jin
- Han Zhang : Hsian Ping
- Eric Tsang : Producteur
- Stephen Kealy : Producteur étranger
- Ming Zhang : Petite amie du producteur
- Lei-Xin Gao : Petite amie du producteur
- Tung Man Chan : Réceptionniste de l'hôtel
- Zi-liang Shi : Homme à la fête
- Jing Xu : Équipe au sol
- Yi-qun Zhang : Organisateur de la conférence de presse
- Dipender Singh : Danseur indien
- Jitender Singh : Danseur indien
- Alpa Solanki : Danseur indien
- Pearl Sukhadia : Danseur indien
- Sunil Veerbahadur : Danseur indien
- Kirankumar Manikumar : Danseur indien
- Shirin Nagporewala : Danseur indien
- Anisha Narang : Danseur indien
- Adil Shaikh : Danseur indien
- Su-qin Li : Homme au croisement
- Ji-lai Dong : Homme au croisement
- Yong Fan : Homme au croisement
- Helen Feng : Prostitué au croisement
- Li Na : Prostitué au croisement
- Jun-ying Shen : Prostitué au croisement
- Ying Wu : Prostitué au croisement
- Jia-yi Zhang : Prostitué au croisement
- Xiao-tian Zhang : Prostitué au croisement
- Ye Zhang : Prostitué au croisement
- Jing Zhou : Prostitué au croisement
- Catherine Eléon : Dame âgée en décomposition sur bord de la route avec voix de corbeau

## Bande Originale
La bande originale du film est de très bonne facture. Elle est disponible en intégralité sur le site officiel du film. Pour cela, il suffit de faire un clic droit sur le lecteur Flash et de choisir "enregistrer cette chanson". Bonne écoute!

## Autour du film
- Le rôle de Lin Jian-dong a d'abord été proposé à Andy Lau.

## Distinctions
- Golden Deer du meilleur réalisateur 2006 pour Peter Chan au Festival du Film de Changchun.
- Aux Hong Kong Film Awards 2006 : Meilleure actrice pour Xun Zhou, meilleure direction artistique pour Chung Man Yee et Pater Wong, meilleure direction de la photographie pour Peter Pau, meilleurs costumes et maquillage pour Chung Man Yee et Dora Ng, meilleure bande originale pour Peter Kam et Leon Ko, et meilleure chanson originale pour Peter Kam, Him Yiu et Jacky Cheung.
- Meilleure actrice 2006 pour Xun Zhou aux Hong Kong Film Critics Society Awards.